# OM TV
OM TV, stylisé OMtv, est une chaîne de télévision française consacrée au club de football de l'Olympique de Marseille ayant émis entre 1999 et 2018.
OM TV n'a pas d'existence juridique autonome, il s'agit d'une marque commerciale (INPI numéro 3599784) de l'OM.
La chaîne diffuse tous les matchs de l'OM (en différé) et produit diverses émissions et magazines. Jean-Marc Ferreri, Jean-Charles De Bono, et Christophe Pignol font alors partie des consultants de la chaîne.
Ses concurrentes sont alors OLTV, Onzéo et Girondins TV. OMtv est la chaîne de club la plus regardée en France.

## Histoire
Désirée à la fin des années 1990 par le nouvel actionnaire de l'OM, Robert Louis-Dreyfus, OMtv a ouvert son antenne le 16 janvier 1999 devenant la deuxième chaîne du genre à voir le jour après MU TV (chaîne de Manchester United).
Le directeur général de l'OM, Jean-Michel Roussier, avec l'appui d'Alain Roseghini (chef des sports détaché du quotidien La Provence et premier rédacteur en chef de la chaîne), met rapidement en œuvre le projet en vue du centenaire du club en 1999 avec le soutien de Canal+ qui intègre la chaîne dans son bouquet Canal Satellite. Le prix de l'abonnement annuel est alors de 420 francs soit environ 65 euros (le montant de l'abonnement est sensiblement le même en 2009). En septembre 1999, la chaîne compte 22000 abonnés. Son budget atteint les 3 millions d'euros en 2004.
En janvier 2005, l'OM TV emménage dans de nouveaux locaux au centre d'entraînement Robert-Louis-Dreyfus ce qui facilite la croissance de la chaîne. Diffusant à l'origine quatre heures quotidiennes de programmes de 17 heures à 21 heures, la chaîne diffuse ses programmes 24 heures sur 24 à partir de septembre 2005.
En mai 2006, l'entité OMtv laisse officiellement place à OM Médias, un pôle multimédia regroupant les différentes structures de communication du club (OMtv, OMnet, OMmag, OMmatch, OMécrans géants et 32 29). Depuis la création d'OM Médias, OMtv se décline également sur internet sous le nom d'OMtv Online disponible sur le site officiel du club.
L'OMtv propose un ton assez polémique entre 1999 et 2005 avec des émissions très portées sur le débat et l'analyse critique du club et de son équipe. Mais la ligne éditoriale se voit transformée par Frédéric Jaillant.[réf. nécessaire]. Le parti pris est d'offrir aux supporters davantage de contenu et de proximité avec les joueurs et le staff jusqu'alors rares à l'antenne.
Une étude réalisée par Médiamétrie fin 2007 estime que l'audimat de l'OMtv est d’environ 1,2 million de personnes âgées de 15 ans et plus.
La direction de la chaîne est confiée à Dominique Grimault début août 2009 qui décide de redonner un ton polémique à la chaîne et de proposer davantage de directs.
Fin octobre 2009, OMtv reçoit une lettre de Bertrand Méheut, le président de Canal+, évoquant un recours possible auprès du CSA pour réclamer une mise en demeure d'OMtv. La chaîne du club enfreindrait les règlements en diffusant des extraits de matches lors des émissions retransmises après le coup de sifflet final.
À partir de l'été 2010, OMtv entre en collaboration avec La chaîne Marseille pour la production de l'émission ForOM (débats les lendemains de match).
Luc Laboz prend la place de Dominique Grimault en 2012.
Le 31 août 2018, la chaîne a cessé d'émettre, dans sa modernisation digitale avec les réseaux sociaux et le site internet de l'OM,.

## Organisation
OMtv compte une trentaine de journalistes, techniciens et collaborateurs.
Michel Hamousin (ex Canal+) est le premier directeur de la chaîne jusqu'en août 2004.
Il est remplacé par Maguelone Hédon (ex TMC Monte Carlo et épouse du président de l'OM Christophe Bouchet) qui initiera la création du Pôle média.
Mais le départ de Christophe Bouchet à l'automne 2004 implique le sien et Frédéric Jaillant (ex-directeur des sports de TF1) est nommé en mai 2005 directeur du Pôle média. Fonction qu'il occupe jusqu'en juin 2008 sous la présidence de Pape Diouf.
Le poste laissé vacant est confié le 3 août 2009 à Dominique Grimault (alors rédacteur en chef de l'émission 100 % Foot sur M6) quelques semaines après l'arrivée de Jean-Claude Dassier à la place de Pape Diouf à la présidence de l'OM.
Dominique Grimault devient dans un premier temps responsable de l'OMtv avant de prendre la direction du Pôle média.
Luc Laboz prend la place de Dominique Grimault en 2012.

### Le staff
- Rédacteur en Chef : Thierry Agnello
- Responsable Digital : Frédéric Cozic
- Responsable Social Media : Alban Lipp
- Réalisateur : Tom Coingt
- Directeur technique/Responsable plateau : Olivier Guilbert
- Journalistes : Sébastien Iglesias, Patrick Bossy, Frédéric Rostain, Williams Amato, Jérôme Andréacchio
- Commentateur : Laurent Coureau
- Consultants : Jean-Marc Ferreri, Manuel Amoros
- Cadreur : Jonathan Bartolozzi, Sébastien Paoli
- Monteur : Pasqual Tardi
- Photographes : Helios image
- Opérateur synthé : Jean-Marc Heinrichs
- Ingénieur vision : Lucas Garcia
- Scripte : Berangère Tiran

## Infrastructure
Les locaux de l'OMtv sont installés au centre d'entraînement Robert-Louis-Dreyfus dans le nouveau siège social du club qui rassemble différents services autrefois dispersés dans divers quartiers de Marseille dont Saint-Barnabé pour les studios de l'OMtv.
Les studios s'étendent sur 350 m2 et le plateau d'enregistrement sur 100 m2. En 2009, la chaîne est dotée de 12 bancs de montage en réseaux, de 3 salles de montage, de 5 caméras plateau, 4 caméra ENG et 3 mini DV.

## Diffusion
La plupart des émissions est diffusée en direct et est rediffusée à plusieurs reprises dans les heures et les jours qui suivent. Les matches officiels de l'équipe première sont diffusés en différé pour des raisons de droit à l'image, de même que les rencontres amicales et les matches officiels des équipes de jeunes mais pour des raisons techniques.
Cependant, en juillet 2005, la chaine a diffusé en direct un match de compétition officielle, le troisième tour aller de la Coupe Intertoto entre les BSC Young Boys et OM. Elle renouvellera l'expérience un an plus tard pour le deuxième tour préliminaire aller de Coupe UEFA opposant comme l'année précédente les deux mêmes équipes, toujours au Stade de Suisse.
Lors des rencontres que joue l'OM à l'extérieur, il est courant qu'un ou plusieurs journalistes présents sur place interviennent en duplex dans les émissions d'avant et d'après-match qui se déroulent en général dans les studios du centre d'entraînement Robert-Louis-Dreyfus.
Les matches et émissions sont également rediffusés en période creuses (lorsque l'équipe connaît une trêve importante, en juin et juillet notamment).
Le site internet du club héberge le portail de la chaîne, OMtv Online, qui propose un abonnement donnant accès aux podcasts des journaux, émissions, reportages, résumés de match, etc.
Le 10 juillet 2008, l'OM annonce la commercialisation au niveau international par l'intermédiaire de la société Canal+ Events.
Le 19 janvier 2009, l'émission anniversaire des 10 ans de la chaîne est diffusée en clair entre 18 heures et 22 heures avec la présence d'anciennes gloires du club (Jean-Pierre Papin, Didier Drogba, etc.) et de supporters marseillais en duplex des quatre coins du monde (Sydney, New-York...)
En 2010, OMtv est disponible sur Canal, Numericable.
Le 26 janvier 2010, la chaine est diffusée sur la chaine 130 du bouquet SFR TV. Mais SFR arrête la diffusion au 31/07/2012.
Il est à noter que les abonnés du câble ayant leur résidence à Marseille reçoivent gratuitement la chaine.

## Émissions
Les émissions phares
-  Un Jour à l'OM : le journal de l'Olympique de Marseille

Journal d'actualité diffusé quotidiennement (sauf le week-end en général) à 18 heures et rediffusé toutes les heures jusqu'à minuit. Sa durée est de 6 minutes. Ce journal relate les toutes dernières infos de la planète OM et il est assuré par Laurie Samama ou Sébastien Piétri.
Durée : 6 minutes
- Le Flash : le journal à la mi-journée de l'OM

Journal d'actualité diffusé quotidiennement de J+1 à J-1 à 12 heures et rediffusé toutes les heures jusqu'à 17h. Sa durée est de 2 minutes. Ce journal relate les infos fraîches de la journée et les dernières statistiques entourant le prochain match. Il est assuré par Laurie Samama, Sébastien Piétri et les journalistes de la rédaction des médias de l'OM.
Durée : 2 minutes
- 18h, CFoot

Nouveau rendez-vous du lundi soir à 18h présenté par Sébastien Piétri avec Christophe Pignol et Yves Merens qui revient sur l'actualité du club, sur le match du week-end avec des images exclusives, sur l'actualité de la Ligue 1 ainsi qu'un point sur les sections jeunes et féminines de l'OM. Charlotte Couratin intervient également sur l'émission en relayant les meilleures interventions sur les réseaux sociaux.
Durée : 45 minutes
- Veille de Match

Présentée par Sébastien Piétri et Laurie Samama, avec Jean-Charles De Bono et Christophe Pignol. À la veille du match de l'équipe première, OMtv décortique les forces en présence de l'effectif, revient sur les dernières déclarations et analyse le prochain adversaire de l'OM.
Durée : 35 minutes
- Le direct d'avant-match

Présenté par Sébastien Piétri avec Jean-Marc Ferreri et Jean-Charles De Bono. Entre analyses et informations de dernières minutes, plusieurs officiels, invités people et partenaires économiques du club se succèdent sur le plateau. Lors des rencontres jouées à domicile, l'émission a lieu depuis le plateau du stade Vélodrome et dure 30 minutes (parfois une heure pour les grandes affiches). Concernant les matches à l'extérieur, l'émission est soit réalisée depuis les studios du centre d'entraînement Robert-Louis-Dreyfus avec des envoyés spéciaux en duplex, soit réalisée en intégralité depuis le stade hôte et dure une demi-heure (ou une heure pour les grandes affiches).
Les envoyés spéciaux sont Jean-Charles De Bono pour les matchs à domicile et Laurie Samama à l'extérieur.
Durée : 30 minutes
- L'après-match

Présenté par Sébastien Piétri avec Jean-Marc Ferreri et Jean-Charles De Bono. Les envoyés spéciaux sont Jean-Charles de Bono à domicile et Laurie Samama à l’extérieur. L'émission se rapproche du direct d'avant-match avec les mêmes présentateurs mais elle est davantage centrée sur les images de la rencontre et sur les interviews des joueurs et membres du staff à la sortie du vestiaire.
Durée : 30 minutes
- Le Club des Pros

Présenté par Sébastien Piétri. Entouré d'une brochette d'anciens joueurs professionnels, le journaliste fait le tour de l'actualité de l'OM, du championnat français et du reste de la planète football.
Durée : 50 minutes
- Le Talk des Talks

Présenté par Sébastien Piétri. Décryptage et analyse de l'actualité olympienne traitée par les médias, cette émission traite de sujets plus sensibles.
Durée : 50 minutes
- Tribun'OM

Présenté par Laurie Samama. Un joueur de l'OM ou un membre du staff sportif revient sur son parcours et répond aux questions des supporters présents sur le plateau.
Durée : 45 à 50 minutes
- OM360

Présenté par Sébastien Piétri et Jean-Charles De Bono. L'émission reçoit les acteurs principaux du Centre de Formation (CFA2, U19, U17, préformation, équipe féminine).
Durée : 35 minutes
'Les magazines'
- Objectif Match : les coulisses de l'Olympique de Marseille au jour le jour

Après chaque journée de Ligue 1, revivez la semaine des Olympiens comme nulle part ailleurs. Les caméras de ce magazine de 26 minutes sont en effet au cœur du groupe. Au milieu du terrain, derrière le but, parfois à quelques centimètres des joueurs. Une immersion au cœur de l'équipe première permettant de découvrir les caractères de chaque acteur, d'entendre les consignes du coach et de son staff comme si vous y étiez... ainsi que quelques vannes cinglantes.
Créé en août 2012, ce magazine est réalisé sous forme de série TV, il en respecte les codes, et il en est à la saison 4 (saison 2015-16).
Ce magazine est réalisé par Sébastien Iglesias, Christophe Dumandel, Pasqual Tardi et Stéphanie Cécilio et il est diffusé tous les mardis à partir de 19h10.
Durée : 26 minutes
- 12e Homme : le match vu depuis les tribunes des supporters olympiens

Magazine réalisé par Patrick Bossy qui côtoie les supporters au stade Vélodrome et les accompagne en déplacement. Le magazine est généralement diffusé le lendemain du match en soirée.
Durée : 10 minutes
- La Table des Légendes : le magazine des anciennes gloires de l'OM

Magazine réalisé par Jean-Robert Escande. Installé au 4e étage de la tribune Jean-Bouin du nouveau Stade Vélodrome, ce lieu accueille les anciens joueurs de l'OM. L'occasion pour les médias de l'OM de revenir sur l'histoire du club et diverses anecdotes. Un magazine riche en souvenirs.
Durée : 8 minutes
- OM Next Gen : le magazine de l'équipe CFA

Williams Amato et Julien Allione reviennent tous les deux mois sur le parcours de l'équipe de la réserve professionnelle avec le regard d'un des joueurs de l'effectif pendant 25 minutes.
Durée : 25 minutes
- OM au féminin : le magazine de l'équipe féminine de l'OM

Thierry Muratelle et Kévin Marcou partagent la vie quotidienne des féminines de l'OM à travers un magazine de 13 minutes, de façon bimestriel. Raconté par une des joueuses de l'effectif, cette mini-série revient sur les moments forts du parcours des olympiennes.
Durée : 13 minutes
Autres émissions
- Droit au But : un but dans l'histoire de l'OM.
- But à but : tous les buts de l'OM de la saison en cours.
- But à but féminine : tous les buts de l'équipe première de l'OM féminine de la saison en cours.
- Un autre regard : le match vu par la caméra isolée d'OMtv (durée : 6 min 30 s)
- Historiques : l'historique des rencontres.
- La conférence de presse : conférence de presse de l'entraîneur de l'OM, Michel. (durée : 40 minutes)
- L'Entraînement : Un récapitulatif sur les meilleurs moments des entraînements de l'équipe première. (durée : 10 minutes)
- L'Entretien OM : interview avec une personnalité du club. (durée : 10 minutes)
- Les résumés de match du Centre : résumés de 20 minutes des matchs des équipes Elite du Centre de Formation (CFA2, U19 National, U17 National) et de l'équipe féminine. (durée : 20 minutes)

## Anciennes émissions
- La semaine en ballon : talk-show présenté par Christophe Champy avec "Dédé" de Rocca et la présence régulière de Jean-Paul Delhoume (La Marseillaise), Yves Mérens (Nice-Matin), Bernard Casoni, Guy David, Bernard Pardo, Bernard Bosquier (production arrêtée en mai 2005).
- 0% arrangement : talk-show hebdomadaire sur l'actualité olympienne présenté par Guillaume Blardone avec la présence de divers journalistes de la presse écrite et parfois d'un joueur olympien (production arrêtée en mai 2005).
- L'apéro : débat depuis le bar de René Maleville.
- Les 400 coups de Basile Boli : émission hebdomadaire sur l'actualité footballistique (août 2005 à mai 2006).
- L'œil du coach : émission hebdomadaire présentée par Sébastien Piétri sur l'actualité olympienne en présence de l'entraîneur Jean Fernandez (août 2005 à mai 2006), Albert Emon (août 2006 à septembre 2007), Erik Gerets (automne 2007).
- Décrassage : émission hebdomadaire présentée par Sébastien Piétri avec la présence d'un joueur olympien (juillet 2005 à début 2008) puis en direct depuis les terrains du centre d'entraînement Robert-Louis-Dreyfus (début 2008 à septembre 2009).
- L'invité d'OMtv : présenté par Stéphane Canel (2000-2003).
- Talk-Show : émission mensuelle présentée par Sébastien Pietri avec comme consultant Jean-Marc Ferreri, Jean-Charles de Bono et Éric Di Meco.
- Le match en question: cette émission remplace le Talk-Show mais chaque semaine présentée par Sébastien Pietri et Laurie Samama avec Dominique Grimault et Éric Di Meco. Elle traite du match joué la veille et de la prochaine rencontre (août 2009 à octobre 2009).
- Bord Pelouse (puis Direct OM) : Un journaliste avec Michel Hidalgo puis Manuel Amoros fait vivre l'entraînement des olympiens en direct.
- Les experts OM : Éric Di Meco et Manuel Amoros s'entretiennent pendant 20 minutes avec l'entraîneur Didier Deschamps sur les aspects tactiques et techniques de l'équipe et reviennent sur l'actualité du club.
- wOMen : magazine consacré à l'équipe féminine de l'OM (août 2011 à 2012).
- Flashback : résumé du match entrecoupé de réactions d'après match.
- Légende OM : Dominique Grimault et Alain Pécheral se replongent dans les moments forts de l'histoire de l'Olympique de Marseille.
- OMtv Academy : Premier concours de commentateurs sportifs animé par André Fournel et parrainé par Thierry Roland, Nathalie Simon et Éric Di Meco.
- ForOM : Présenté par Emmanuel Jean avec Yves Mérens, un journaliste de la presse quotidienne et un supporter de l'OM. Retour sur le dernier match de l'équipe première, avec les réactions des entraîneurs, des joueurs en zone mixte, les analyses de la presse spécialisée, les faits de jeu.
- Au cœur de l'OM (ancien "Droit au Cœur") : un "Les yeux dans les bleus" version OM. Magazine réalisé par Christophe Dumandel qui suit l'équipe et dévoile les coulisses des matches, des mises au vert et des stages. Il arrive que des personnalités du club y donnent des interviews ou des simples impressions sur un ton plus spontané que lors des déclarations officielles. Durée : 20 minutes.
- Le rendez-vous de Karim : les confidences des joueurs de l'OM. Karim Haddouche accompagne un joueur de l'équipe professionnelle et retrace avec lui son parcours, son actualité et des anecdotes plus personnelles. Ce magazine est réalisé par Jonathan Bartolozzi. Durée : 30 à 40 minutes.
- Portrait d'Olympien : le portrait d'un supporter de l'OM. Magazine réalisé par Patrick Bossy, il dresse tous les mois le portrait d'un inconditionnel de l'OM. Durée : 10 minutes.

## Anciens logos

Logo de OMTV de 1999 à 2005
Logo de OMtv de 2005 à 2009
Logo de OMtv de 2009 au 31 août 2018